# Strada statale 573 l'Ogliese
La ex strada statale 573 l'Ogliese (SS 573), ora strada provinciale ex SS 573 Ogliese (SP ex SS 573) in Provincia di Bergamo e strada provinciale BS 573 l'Ogliese (SP BS 573), è una strada provinciale italiana che si sviluppa in Lombardia.

## Percorso
La sua funzione è quella di realizzare un collegamento viario alternativo all'autostrada A4 tra il bergamasco e il bresciano. Ha inizio a Cavernago, distaccandosi dall'ex strada statale 498 Soncinese; dopodiché tocca i centri di Mornico al Serio e Palosco, prima di entrare nel territorio bresciano. Attraversa poi Palazzolo sull'Oglio (dove varca appunto il fiume Oglio) e, proseguendo verso sud-est, il comune di Cologne, fino a raggiungere Coccaglio e immettersi sulla strada statale 11 Padana Superiore.
In seguito al decreto legislativo n. 112 del 1998, dal 2001 la gestione è passata dall'ANAS alla Regione Lombardia, che ha provveduto al trasferimento dell'infrastruttura al demanio della Provincia di Bergamo e della Provincia di Brescia per le tratte territorialmente competenti.